# Woldingham
Woldingham – wieś w Anglii, w hrabstwie Surrey, w dystrykcie Tandridge. Leży 26 km na południe od centrum Londynu. Miejscowość liczy 2326 mieszkańców.